# Ena Dankmeijer-Maduro
Ena Dankmeijer-Maduro (Curaçao, 2 april 1920 - aldaar, 7 februari 2016) was de oprichtster van de Mongui Maduro Stichting gevestigd in Landhuis Rooi Catootje op Curaçao. Zij was verzamelaar van boeken en bijzondere documenten met betrekking tot de Joodse geschiedenis van Curaçao en het culturele en sociale leven op dit eiland.

## Biografie
Ena Dankmeijer-Maduro was het enige kind van Salomon Abraham Levy (Mongui) Maduro en Louise Levy Maduro-Brandao. Op haar 26e verjaardag trouwde zij met Emile Dankmeijer, een luitenant van de  Nederlandse Koninklijke Marine. Na het overlijden van haar vader in 1967 legde zij zich toe op het voortzetten, uitbreiden en conserveren van diens bijzondere collectie Antilliana en Judaica.

## Mongui Maduro Stichting
In 1974 richtte Ena Dankmeijer de S.A.L. Mongui Maduro Stichting op ter nagedachtenis aan haar vader. Deze stichting zou de bibliotheek en het Mongui Maduro Museum gaan beheren. Zij spaarde kosten nog moeite om nieuwe werken aan te schaffen voor de bibliotheek. Ook zorgde ze ervoor dat de unieke collectie krantenartikelen, uitnodigingen, evenementenprogramma's en kunstcatalogi goed werd bijgehouden. Hiervan wordt anno 2020 nog steeds dankbaar gebruik gemaakt door onder meer internationale onderzoekers, journalisten en schrijvers.

## Ena Dankmeijer-Maduropaviljoen en Zilveren Anjer
Ena Dankmeijer leidde en financierde het bouwproject voor het Ena Dankmeijer-Maduropaviljoen. Dit is een modern klimaat-gekoeld gebouw waar de unieke collecties van de bibliotheek onder optimale omstandigheden worden bewaard. Dit paviljoen werd geopend in 2010. Datzelfde jaar werd Ena Dankmeijer onderscheiden met de Zilveren Anjer voor haar uitzonderlijke culturele bijdrage aan de Curaçaose samenleving. Zij ontving deze Zilveren Anjer uit handen van koningin Beatrix.